# Sabicea aspera
Espèce
Synonymes
Selon Tropicos (31 mai 2024)
- Sabicea aspera var. genuina K. Schum.
- Sabicea aspera var. glabrescens (Benth.) K. Schum.
- Sabicea glabrescens Benth.
- Schwenkfelda aspera (Aubl.) Willd.

Selon GBIF (31 mai 2024)
- Sabicea aspera var. genuina K.Schum.
- Sabicea aspera var. latifolia Wernham
- Sabicea aspera var. rotundifolia K.Schum.
- Schwenkfelda aspera (Aubl.) Forsyth f.
- Schwenkfelda aspera (Aubl.) Willd.
- Schwenkfelda villosa Willd.
- Schwenkfelda villosa Willd. ex Spreng.

Sabicea aspera est une espèce de liane d'Amérique du sud, appartenant à la famille des Rubiaceae.

## Description
Sabicea aspera est une liane ligneuse à tiges de (2)3-4 mm d'épaisseur, faiblement appressées-pubescentes.
Les stipules sont étroitement triangulaires, (4,5)7-7,5 x 2-2,5 mm, faiblement appressées-pubescentes, à apex aigu.
Les feuilles ont des pétioles longs de 5-12 mm, appressés-pubescents.
Les limbes sont ovales à étroitement ovales à étroitement elliptiques, mesurant 5-12 x 2-4,5 cm, les nervations primaire et secondaire étant éparses et appressées-pubescentes. 
Les inflorescences sont sessiles à pédicellées courtes, à panicules peu fleuries et contractées, et le pédoncule le plus souvent long de 2-4 mm ou absent.
Les fleurs ont l'hypanthium densément appressé-pubescent.
Le calice est (4)5-lobé, les lobes étroitement triangulaires, 2-3 mm de long, faiblement appressé-pubescent.
La corolle est longue de 10-13 mm, faiblement érigée-pubescente, blanche.
Les fruits sont subglobuleux, rouges, mesurant 4-6 mm de diamètre.

En 1953, Lemée en propose la description suivante de Sabicea aspera :

« S. aspera Aubl. petits rameaux d'abord velus-grisâtres puis pubescents ; feuilles de 0,06-0,11 sur 0,02-0,05, à pétiole poilu, elliptiques-oblongues acuminees, à base aiguë, le dessus pubescent sur la côte, le dessous très pubescent surtout sur les nervures, avec 7-8 paires de nervures latérales, stipules de 4 mm. aiguës ; inflorescences en panicules pauciflores contractées, à pédoncule court, bractées inférieures petites, étroitement triangulaires ; fleurs pédicellées, en général 5-mères, calice un peu poilu, coroUe blanche à tube de 11-14 mm. et lobes de, 2-3, très velue en dehors, style en général 5-lobé; baie rouge. - Maroni: Nouveau-camp (R. Benoist). »

— Albert Lemée, 1953.

## Répartition
Sabicea aspera est présent au Suriname, en Guyane et au Brésil.

## Écologie
Sabicea aspera pousse en Guyane dans les zones ouvertes dans les forêts de nuages.

## Protologue

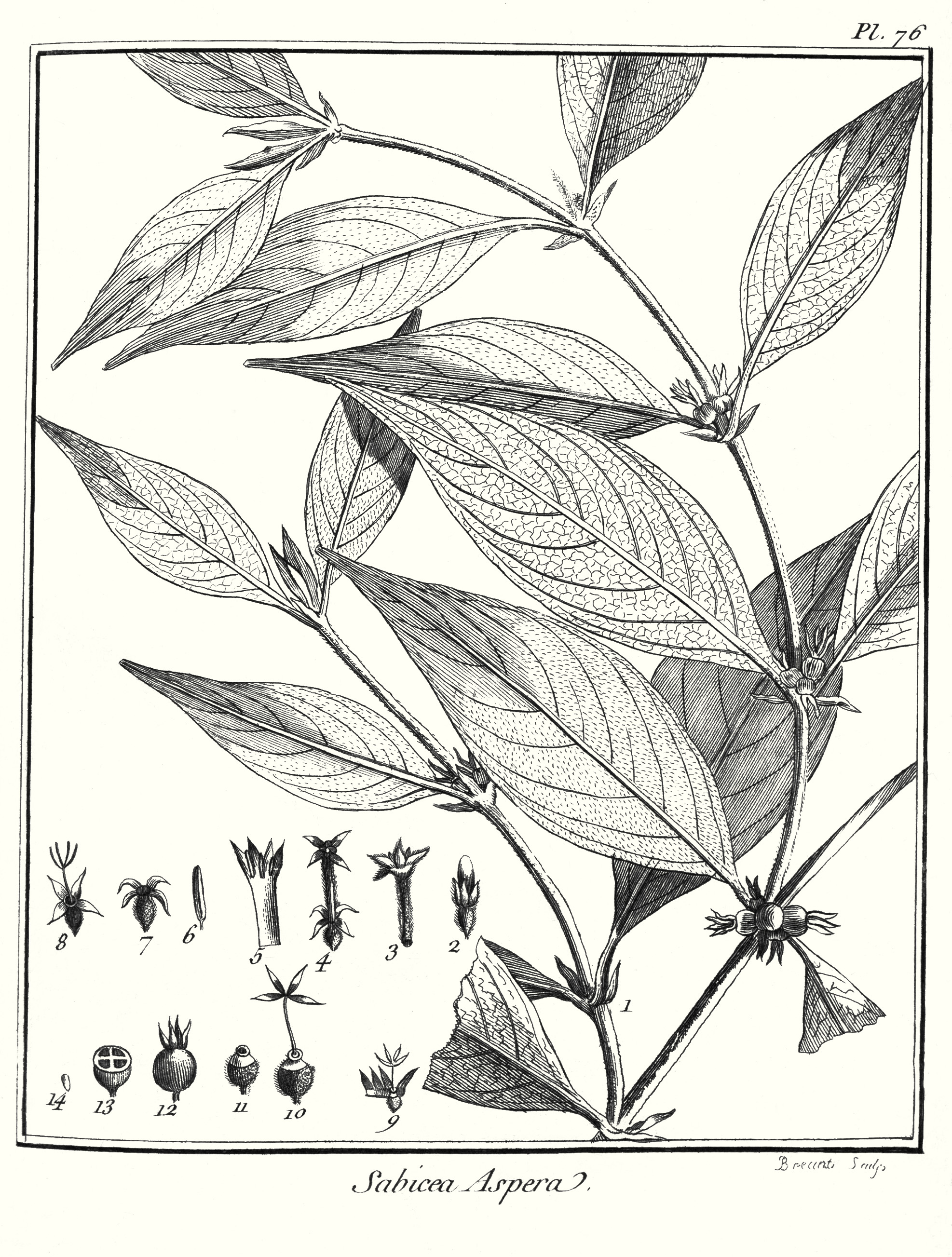
Sabicea aspera par Aublet (1775)
1. Stipules. - 2. Bouton de fleur. - 3. Corolle. - 4. Fleur. - 5. Corolle ouverte. - 6. Étamine. - 7. Calice. - 8. Calice. Diſque. Style. Stigmates. - 9. Calice ouvert. piſtil. - 10. Ovaire. Diſque. Style. Stigmates. - 11. Ovaire. - 12. Baie. - 13. Baie coupée en travers. - 14. Graines.

En 1775, le botaniste Aublet a proposé le protologue suivant de Sabicea aspera : 

« 1. SABICEA, (aſpera) caule volubili ; foliis ovatis, acutis, aſperis, ſubtùs villoſis. (Tabula 76.) 
Hæc ſpecies differt a præcedenti, caulibus aſperis, villoſis, foliis lanceolatis, acutis, ſupernè punctatis, viridibus, infernè villoſis, aſperis ; corollis quadri aut quinque-fidis ; numero staminum & stigmatum quatuor vel quinque ; bacca tri, quadri & quinque-loculari.
Apparet intrà diviſuras calicis punctum rubrum.
Floret fructumque fert Novembri.
Habitat ad ripam fluvii Sinémari.

LA SABICE âpre. (PLANCHE 76.)
Cette plante pouſſe de ſa racine qui eſt traçante, pluſieurs tiges ligneuſes, ſarmenteuſes, branchues & rameuſes, hériſſées de poils: elles ſe répandent & ſe roulent ſur les arbres voiſins.
Les feuilles ſont deux à deux, oppoſées & diſpoſées en croix, âpres au toucher, vertes, pointillées en deſſus, chargées & bordées de poils en deſſous, garnies à leurs baſes de deux ſtipules intermédiaires & oppoſées. Leur longueur eſt de quatre pouces ſur un & demi de largeur. Elles ſont ovales, terminées par une longue pointe. La nervure qui les partage, ainſi que les nervures latérales, ſont rougeâtres.
Les fleurs naiſſent alternativement de l'aiſſelle d'une feuille, & entre deux lames. Leur nombre eſt de cinq, ſix, & quelquefois ſept ; elles ſont portées chacune ſur un court pédoncule.
Leur calice eſt arrondi à ſa baſe, reſerré à ſon limbe ou il ſe diviſe en cinq parties étroites, velues &aiguës, & entre chaque diviſion eſt une tache rouge.
La corolle eſt blanche, velue, d'une ſeule pièce. C'eſt un tube grêle, partage en quatre ou cinq lobes étroits & aigus. L'orifice de ce tube eſt couvert de poils blancs.
Les étamines ſont au nombre de quatre, ou de cinq, ſuivant les diviſions de la corolle, elles ſont rangées ſur la paroi interne au deſſous des diviſions de la corolle. Leur filet eſt très court, & porte une anthère étroite & longue, attachée ſur le dos à ſa partie moyenne, elle eſt à deux bourſes.
Le piſtil eſt un ovaire qui fait corps avec le calice, couronne d'un diſque, du centre duquel s'élève un style qui à ſa partie ſupérieure ſe diviſe en trois, quatre ou cinq stigmates charnus & allongés.
L'ovaire devient une baie rouge, velue, molle, couronnée paries diviſions du calice ; elle eſt a trois, quatre & cinq loges remplies de semences menues.
J'ai trouvé cette plante ſur le bord de la rivière de Sinémari, an 'deſſus du troiſième ſaut. Elle étoit en fleur & en fruit dans le mois de Novembre.
Les Galibis la nomment SABISABI.
Ce genre a quelque rapport avec le Coccocipſilum de Browne; mais il en diſſère par les étamines dont le filet eſt fort court; par le piſtil qui ſe partage en trois, quatre ou cinq ſtigmates oblongs & charnus, & enfin par ſon fruit qui eſt à trois, quatre ou cinq loges. »

— Fusée-Aublet, 1775.